# Paralimnus picturatus
Paralimnus picturatus är en insektsart som beskrevs av Haupt 1930. Paralimnus picturatus ingår i släktet Paralimnus och familjen dvärgstritar. Inga underarter finns listade i Catalogue of Life.